# Pays d'Iroise Communauté
Pour les articles homonymes, voir Iroise et CCPI.
Pays d'Iroise Communauté (en breton : Bro an Hirwazh kumuniezh), anciennement Communauté de communes du Pays d'Iroise (CCPI), est une communauté de communes française, située dans le département du Finistère, en région Bretagne.
L'intercommunalité est membre du pôle métropolitain Pays de Brest.

## Historique
Créée le 8 décembre 1992, il s'agit de la plus ancienne communauté de communes du Finistère. Elle a été créée à partir du SIVOM de la région de Saint-Renan et compte alors 11 communes.
En 1994, la commune d'Île-Molène adhère à la CCPI.
À la suite de la dissolution du SIVOM de Ploudalmézeau en 1997, les 8 communes qui en étaient membres (Brélès, Lampaul-Ploudalmézeau, Landunvez, Lanildut, Ploudalmézeau, Plourin, Porspoder et Tréouergat) rejoignent la CCPI.
Après la création au 1er janvier 2017 de la commune de Milizac-Guipronvel par fusion de deux communes, la communauté de communes compte 19 communes.

## Territoire communautaire

### Géographie
Située au nord-ouest  du département du Finistère, la communauté de communes du Pays d'Iroise regroupe 19 communes et s'étend sur 317,1 km2.

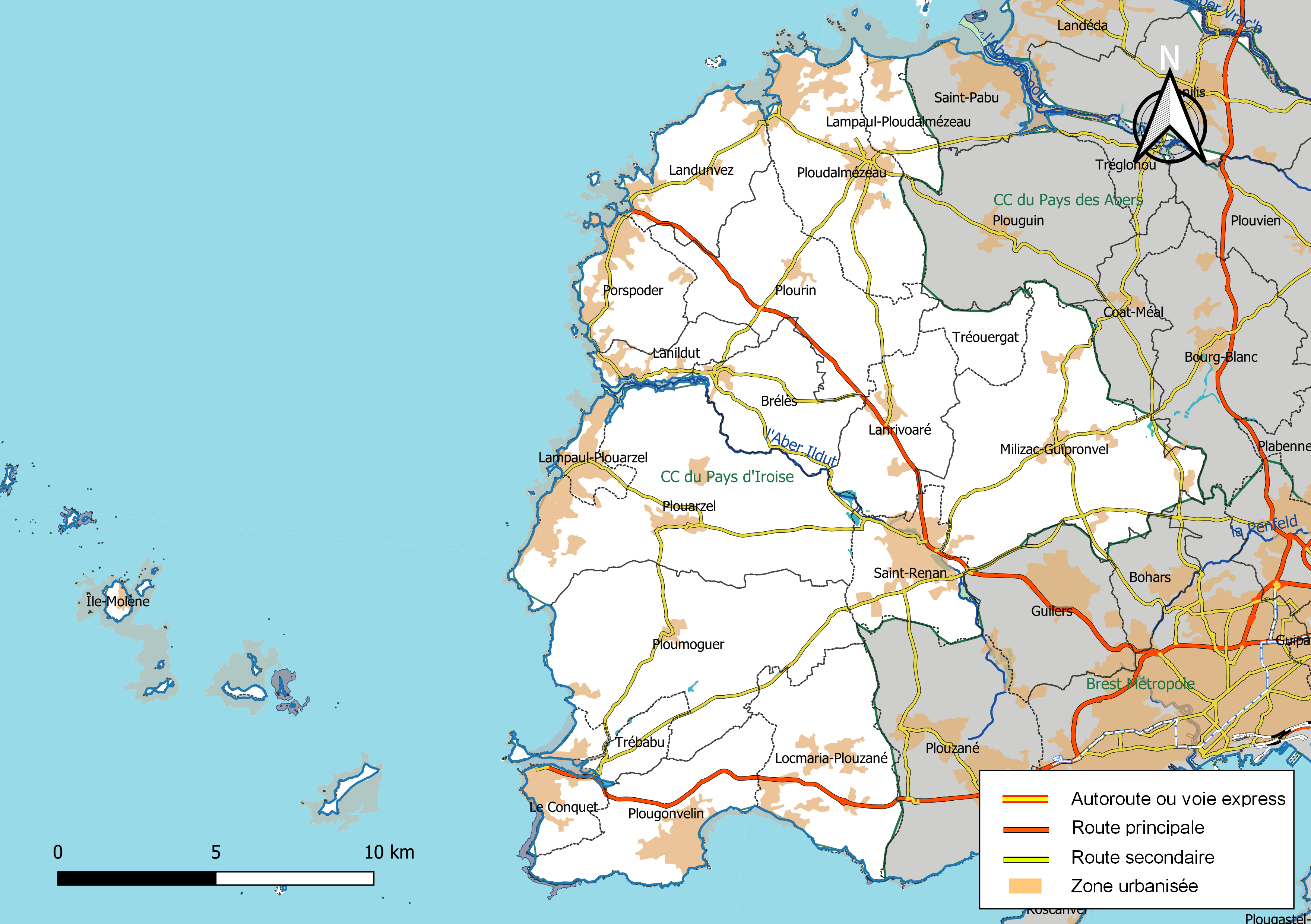
Carte de la communauté de communes du Pays d'Iroise au 1er janvier 2019.

### Composition

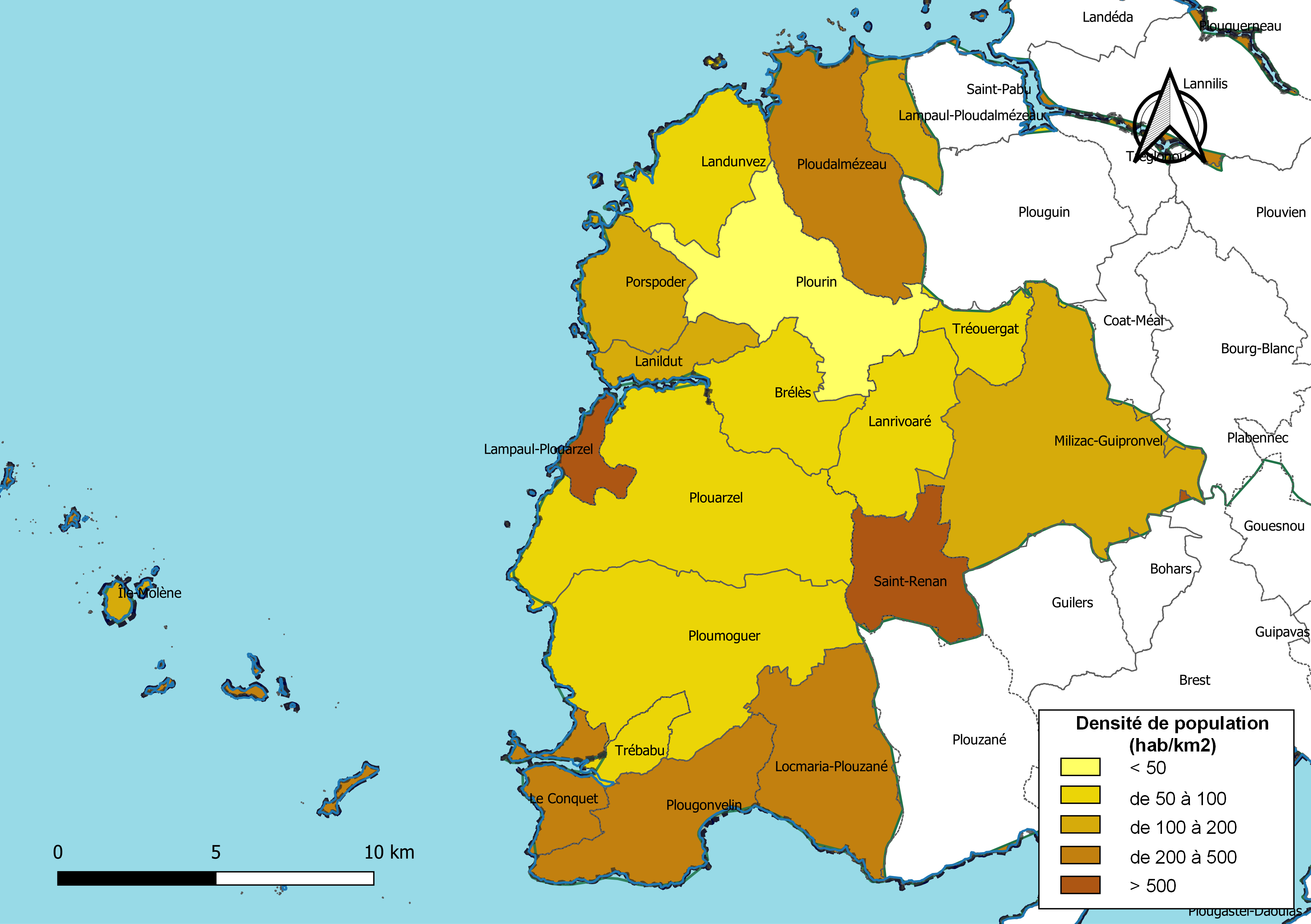
Carte des densités de population (millésimée 2016) des communes de l'intercommunalité Pays d'Iroise Communauté. Composition en communes au 1er janvier 2019.

La communauté de communes est composée des 19 communes suivantes :

| Nom                   | Code Insee | Gentilé         | Superficie (km2) | Population (dernière pop. légale) | Densité (hab./km2) |
| --------------------- | ---------- | --------------- | ---------------- | --------------------------------- | ------------------ |
| Lanrivoaré (siège)    | 29119      | Lanrivoaréens   | 14,89            | 1 539 (2022)                      | 103                |
| Brélès                | 29017      | Brélésiens      | 14,06            | 867 (2022)                        | 62                 |
| Le Conquet            | 29040      | Conquétois      | 8,45             | 2 814 (2022)                      | 333                |
| Île-Molène            | 29084      | Molénais        | 0,75             | 166 (2022)                        | 221                |
| Lampaul-Plouarzel     | 29098      | Lampaulais      | 4,04             | 2 176 (2022)                      | 539                |
| Lampaul-Ploudalmézeau | 29099      | Lampaulais      | 6,35             | 815 (2022)                        | 128                |
| Landunvez             | 29109      | Landunvéziens   | 13,53            | 1 548 (2022)                      | 114                |
| Lanildut              | 29112      | Lanildutiens    | 5,82             | 987 (2022)                        | 170                |
| Locmaria-Plouzané     | 29130      | Lanvénécois     | 23,16            | 5 160 (2022)                      | 223                |
| Milizac-Guipronvel    | 29076      |                 | 41,62            | 4 733 (2022)                      | 114                |
| Plouarzel             | 29177      | Plouarzélistes  | 42,83            | 3 987 (2022)                      | 93                 |
| Ploudalmézeau         | 29178      | Ploudalméziens  | 23,18            | 6 440 (2022)                      | 278                |
| Plougonvelin          | 29190      | Plougonvelinois | 18,69            | 4 520 (2022)                      | 242                |
| Ploumoguer            | 29201      | Ploumoguérois   | 38,93            | 2 097 (2022)                      | 54                 |
| Plourin               | 29208      | Plourinois      | 25,69            | 1 263 (2022)                      | 49                 |
| Porspoder             | 29221      | Porspodériens   | 11,29            | 1 761 (2022)                      | 156                |
| Saint-Renan           | 29260      | Renanais        | 13,31            | 8 454 (2022)                      | 635                |
| Trébabu               | 29282      | Trébabusiens    | 4,36             | 365 (2022)                        | 84                 |
| Tréouergat            | 29299      | Tréouergatais   | 6,1              | 325 (2022)                        | 53                 |

### Démographie
| 1968   | 1975   | 1982   | 1990   | 1999   | 2010   | 2015   | 2021   |
| ------ | ------ | ------ | ------ | ------ | ------ | ------ | ------ |
| 26 325 | 27 814 | 32 085 | 36 031 | 38 923 | 45 662 | 47 801 | 49 472 |

## Administration

Ancien logo de à décembre 2016.

### Siège
Le siège de la communauté de communes est situé à Lanrivoaré.

### Élus
Le conseil communautaire de la communauté de communes se compose de 55 conseillers, représentant chacune des communes membres et élus pour une durée de six ans.
Ils sont répartis comme suit :
| Nombre de conseillers | Communes                                                                 |
| --------------------- | ------------------------------------------------------------------------ |
| 8                     | Saint-Renan                                                              |
| 7                     | Ploudalmézeau                                                            |
| 5                     | Locmaria-Plouzané, Milizac-Guipronvel, Plougonvelin                      |
| 4                     | Plouarzel                                                                |
| 3                     | Le Conquet                                                               |
| 2                     | Lampaul-Plouarzel, Landunvez, Lanrivoaré, Ploumoguer, Plourin, Porspoder |
| 1 (+1 suppléant)      | Brélès, Île-Molène, Lampaul-Ploudalmézeau, Lanildut, Trébabu, Tréouergat |

### Présidence
Le 9 juillet 2020, à l'issue des élections municipales et communautaires de 2020, M. André Talarmin, maire de Plouarzel, est réélu président.
| Période                                  | Période  | Identité       | Étiquette | Qualité            |
| ---------------------------------------- | -------- | -------------- | --------- | ------------------ |
| Les données manquantes sont à compléter. |          |                |           |                    |
|                                          |          |                |           |                    |
| 2001                                     | En cours | André Talarmin |           | Maire de Plouarzel |

### Vice-présidents
Depuis 2020, la liste des vice-présidents est la suivante :
|     | Attributions                           | Identité         | Qualité                                                           |
| --- | -------------------------------------- | ---------------- | ----------------------------------------------------------------- |
| 1re | Cohésion sociale et santé              |                  | Maire de Ploudalmézeau                                            |
| 2e  | Aménagement et habitat                 | Gilles Mounier   | Maire de Saint-Renan                                              |
| 3e  | Communication, prospectives et culture | Viviane Godebert | Maire de Locmaria-Plouzané                                        |
| 4e  | Déchets, énergie, climat               | Guy Colin        | Maire de Brélès                                                   |
| 5e  | Développement économique               | Pascale André    | Maire de Lanrivoaré                                               |
| 6e  | Ressources et moyens                   | Jean-Noël Briant | Maire de Lanildut                                                 |
| 7e  | Tourisme et nautisme                   | Anne Apprioual   | Maire de Lampaul-Ploudalmézeau                                    |
| 8e  | Eau et assainissement                  | Stéphane Corre   | Adjoint au maire de Plougonvelin                                  |
| 9e  | Mobilités, voirie et bâtiments         | Sylviane Lai     | Adjointe au maire de Milizac-Guipronvel Maire déléguée de Milizac |
| 10e | Milieux aquatiques et biodiversité     | Lucien Kerebel   | Adjoint au maire de Trébabu                                       |

Par ailleurs, d'autres conseillers communautaires ont été élus membres du bureau, portant son nombre d'élus à 19, représentant les 19 communes.

### Compétences
Pays d'Iroise Communauté exerce les compétences qui lui ont été transférées par les communes membres, dans les conditions déterminées par le code général des collectivités territoriales.
La communauté de commune exerce les compétences obligatoires suivantes :
- Aménagement de l'espace communautaire,
- Développement économique,
- Gestion des milieux aquatiques et prévention des inondations,
- Gens du voyage,
- Déchets des ménages et déchets assimilés,
- Assainissement,
- Eau.

Pays d'Iroise Communauté exerce également des compétences supplémentaires dans les champs suivants :
- Politique du logement ;
- Protection et mise en valeur de l'environnement :
  - Transition écologique et énergétique,
  - Aires de carénage,
  - Espaces naturels,
  - Paysages, biodiversité et cadre de vie,
  - Éducation et éco-conseil ;
- Voirie (dont les circuits de randonnée) ;
- Action sociale ;
- Équipements culturels (école de musique) et sportifs (nautisme) ;
- Mobilités ;
- Culture et patrimoine ;
- Événementiel ;
- Sécurité (secours et lutte contre les incendies) ;
- Mise en place d'une fourrière animale ;
- Réalisation d'un abattoir.

### Régime fiscal et budget
Le régime fiscal de la communauté d'agglomération est la fiscalité professionnelle unique (FPU).